# Universitat Nacional de Guinea Equatorial
La Universitat Nacional de Guinea Equatorial (UNGE; en espanyol: Universidad Nacional de Guinea Ecuatorial) és una institució pública d'educació superior, sent la principal universitat de la República de Guinea Equatorial a l'Àfrica central.
Té un campus principal a Malabo, així com una unitat a Bata. El seu rector actual és Filiberto Ntutumu Nguema Nchama.

## Història
La tradició universitària d'UNGE es remunta al període colonial espanyol, quan es van crear les primeres escoles superiors del país, ancorades en la preocupació espanyola davant els diversos moviments de descolonització que començaven a prendre forma al continent africà.

### Des del període colonial fins a la independència
El viatge d'UNGE va començar amb l'antic Instituto Colonial Indígena, creat el 30 de març de 1935 amb vocació d'educació tècnica. Tanmateix, va ser només el 6 d'agost de 1943, quan aquest Institut va ser elevat a Escuela Superior Indígena (ESI), quan es va iniciar l'educació superior a Guinea. Des de 1958, ESI va canviar el seu nom per Escuela Superior Santo Tomás de Aquino, canviant el nom de nou el 1959 a Escuela Superior Provincial. Durant aquest període, l'establiment va emetre diplomes d'administració, docència (avui pedagogia) i comerç (avui ciències econòmiques).
Mentre el país es va independitzar, sota el comandament del dictador Francisco Macías Nguema, l'escola es va reformar, convertint-se en 1971 en la Escuela Superior "Martin Luther King" (ESMLK). L'escola, però, encara no havia pogut complir el seu ampli paper educatiu, un fet que només es produiria als anys vuitanta, amb la unificació d'ESMLK amb l'Escola d'ensenyament de Malabo, permetent principalment ampliar la formació dels graduats per ensenyar als nivells primaris i secundària.

### Les reformes posteriors al cop d'Obiang
Quan Teodoro Obiang va prendre el govern mitjançant un cop d'estat el 1979, va intentar ampliar l'accés a l'educació superior, mitjançant una forta cooperació amb la UNESCO i el govern espanyol. Això va culminar amb la transformació d'ESMLK, el 1984, en Escola Universitària de Formació del Professorat de Malabo. A més, es va crear l'Escola Nacional d'Agricultura (més tard Escuela Universitaria de Estudios Agropecuarios, Pesca i Forestal) el 1987, amb finançament del Banc Africà del Desenvolupament. Les reformes educatives proposades per la UNESCO a Obiang també van donar lloc a l'Escola Universitària de Formació del Professorat de Bata i a l'Escola Universitària de Salut i Medi Ambient.

### Formació d'UNGE

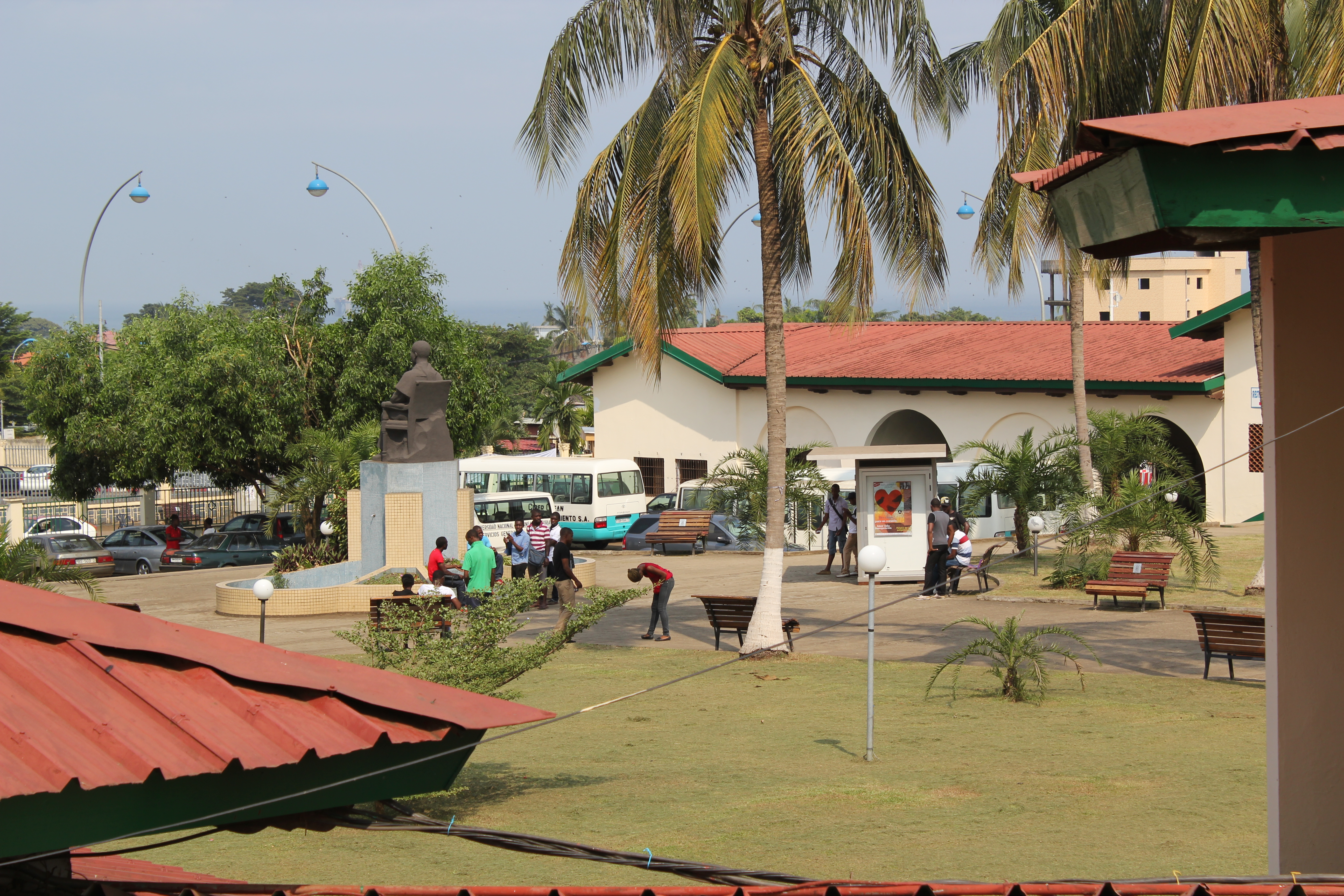
Campus Central d'UNGE, a Malabo, el 2011.

Aquestes quatre escoles van permetre l'educació superior a madurar al país, alhora que formaven personal tècnic important. Per tant, el govern va veure la necessitat d'implementar una universitat que fedel·lés les institucions.
D'aquesta manera, es va crear la Universidad Nacional de Guinea Ecuatorial (UNGE; Universitat Nacional de Guinea Equatorial) mitjançant la Llei núm. 12/1995, de 6 de gener de 1995, que reuneix:
- Escola Universitària de Formació del Professorat de Malabo;
- Escola Universitària d'Estudis Agrícoles, de Pesca i de Bosc;
- Escola Universitària de Formació del Professorat a Bata;
- Escola Universitària de Salut i Medi Ambient.

L'any 1998 es va incorporar l'Escola d'Administració de la Universitat a l'estructura UNGE i es va crear la Facultat de Lletres i Ciències Socials. L'any 2001 es va crear la Facultat de Ciències Mèdiques i l'Escola Universitària d'Enginyeria i Tècnica.

## Estructura administrativa i docent
El 2015, la universitat es va organitzar segons la següent estructura administrativa i docent:
- Facultat de Medi Ambient;
- Facultat de Lletres i Ciències Socials;
- Facultat de Ciències de l'Educació de Malabo;
- Facultat de Ciències de l'Educació de Bata;
- Facultat d'Arquitectura i Enginyeria de Bata;
- Facultat de Ciències Mèdiques;
- Facultat d'Humanitats i Ciències Religioses;

UNGE també està format per tres escoles universitàries afiliades:
- Escola Universitària d'Estudis Agrícoles, de Pesca i de Bosc "Obiang Nguema Mbasogo" (Facultat d'Enginyeria de Malabo);
- Escola Universitària d'Administració;
- Escola Universitària de Salut i Medi Ambient.

## Infraestructures
El Campus principal de Malabo es troba a l'Avinguda Hassan II. L'edificació va ser construïda en 1949 i fa part del patrimoni arquitectònic de la nació. La residència del campus de Malabo té una capacitat de 200 places.
La universitat té una sucursal per a la rectoria a Bata.
La universitat continua sent una de les responsables de la Reserva Científica de Caldeira de Luba, desenvolupant allà molts projectes d'investigació, principalment sobre la població primada local.

## Relacions Internacionals
La UNGE forma part de la Xarxa Iberoamericana de Cooperació Internacional Universitària promoguda per l'Organització d'Estats Iberoamericans per a l'Educació, la Ciència i la Cultura (OEI). Dins dels seus majors projectes internacionals es troba la Càtedra UNESCO d'Estudis Afroiberoamericans que té el suport pel Instituto Cervantes. Ha subscrit diversos acords amb diverses universitats espanyoles, com la Universitat Nacional d'Educació a Distància, la Universitat Miguel Hernández, la Universitat d'Alcalá de Henares i franceses com la Universitat de Bordeus. A l'àrea de medicina, va subscriure un important acord de cooperació amb el Ministeri d'Educació Superior de Cuba.

### Programes interinstitucionals
El programa GEGEO és un programa en conjunt amb la Universitat de Carolina del Sud que proveeix entrenament als estudiants equatoguineans a l'àrea d'Enginyeria Geològica fundat en 2003, dins del programa de doble titulació en Bachelor of Science in Geological Sciences.